# Challenge Round
Challenge Round, på svenska Slutfinal eller direkt översatt Utmanaromgång, var den omgång i en tennisturnering där "regerande mästaren" utmanades av vinnaren i den förberedande kvalificeringstävlingen "All Comers Round".
Challenge Round introducerades i Wimbledonmästerskapen 1878 och spelades mellan segraren i den första Wimbledonturneringen (1877), Spencer Gore och utmanaren Frank Hadow. Segraren i denna första Challenge Round blev Frank Hadow med setsiffrorna 7–5, 6–1, 9–7. Hadow blev därmed den nye mästaren. Challenge Round introducerades i damsingel och herrdubbel i Wimbledon 1886. I Wimbledonmästerskapen övergavs Challenge Round 1922 av flera skäl. Det främsta av dessa var att den gav den försvarande mästaren fördelen att bara behöva spela en enda match i turneringen. Dessutom förekom genom åren flera fall av "walk-over" när mästaren av olika skäl valde att inte (eller inte kunde) ställa upp att förvara sin titel. I sådana fall blev finalen i All Comers Round den egentliga slutfinalen.
Av de övriga så kallade Grand Slam-turneringarna (Australiska mästerskapen, Franska mästerskapen och Amerikanska mästerskapen) var det bara i Amerikanska mästerskapen som man använde systemet med Challenge Round (åren 1884–1912).
Challenge Round spelades också i Davis Cup 1901–1972.